# Foreste decidue dell'Anatolia centrale
Le foreste decidue dell'Anatolia centrale sono un'ecoregione dell'ecozona paleartica, definita dal WWF (codice ecoregione: PA0410), che si estende attraverso le regioni centrali della Turchia.

## Territorio
I limiti dell'altopiano anatolico sono ben definiti dalle catene dei monti del Ponto e del Tauro, che lo chiudono tutt'intorno. La sua altitudine media si aggira intorno ai 1000 m. Strutturalmente esso è molto ricco di motivi, anche se le coperture sedimentarie neogeniche, sovrapposte a quelle mesozoiche, danno l'impressione di una morfologia basale piuttosto integra. Numerose sono le aree depressionarie, profonde alcune centinaia di metri rispetto al livello medio: le più spiccate sono quella del lago Tuz (Tuz Gölü) e quella, affiancata, della piana di Konya.
La regolarità dell'altopiano è poi interrotta da massicci isolati che superano spesso i 2000 m: alcuni di essi si elevano con forme mature, come gli Emir Dağları (2281 m), altri con forme slanciate, come i Sultan Dağları (2610 m) e l'Elma Dağı (1805 m). Infine, dall'altopiano emergono, in rapporto con le zone tettonicamente più interessate da fratture e cedimenti basali, alcuni grandi coni vulcanici, tra cui i maggiori sono l'Erciyes Dağı (Argeo) nella Cappadocia (3917 m) e l'Hasan Dağı (3268 m) in Licaonia.
Nonostante la relativa vicinanza del mare, l'altopiano anatolico ha un clima spiccatamente continentale, tranne che a ovest e nella regione del Tauro Orientale. La cintura orografica è la causa principale di queste condizioni: i venti arrivano all'interno ormai privi di umidità. La purezza dell'atmosfera dovuta all'altitudine favorisce il riscaldamento. Si determinano così temperature elevate durante il giorno e brusche cadute durante la notte. Le estati sono molto calde, anche se la temperatura notturna abbassa la media giornaliera (21-22 °C). Rigidi e nevosi sono gli inverni, con medie spesso notevolmente inferiori a 0 °C. In nessun punto dell'altopiano le precipitazioni superano i 500–600 mm, quasi tutti in primavera; nel resto dell'anno le piogge sono rare se non eccezionali.
La metà settentrionale dell'altopiano riversa le sue acque nei fiumi tributari del Mar Nero: il Sakarya, il Kızılırmak, lo Yeşilırmak; l'altra metà le trattiene nei bacini endoreici. Numerosi sono i laghi, quasi tutti situati nella Pisidia (laghi di Beyşehir, di Eğridir e di Burdur), formati da bacini depressi endoreici; non sono profondi e alcuni di essi hanno piuttosto carattere di palude, come quello di Akşehir, salato, e quelli che si stendono nella piana di Konya (ormai prosciugata in seguito ai grandi lavori di bonifica). Il maggiore è il lago Tuz (1500 km²), profondo appena qualche metro.
L'aridità e il clima schiettamente continentale condizionano il paesaggio vegetale dell'Altopiano Anatolico. Esso si può considerare come un unico e vasto bacino steppico, dominato da varie associazioni xerofile di graminacee, alle quali si alternano specie erbacee perenni e spinose, come il cardo. Il suolo si presta, in generale, alla coltura dei cereali, il cui limite superiore è situato a 2000 m d'altezza. La nudità dell'altopiano è interrotta dalle ricche oasi presso cui sorgono i villaggi, perlopiù nelle conche e nel fondo delle valli, in vicinanza di fiumi o di sorgenti d'acqua. Le specie tipiche sono qui i pioppi e i salici. Sempre attorno ai villaggi sono frequenti le coltivazioni di alberi da frutto mediterranei, misti a piante da orto. Capre e montoni in greggi sterminate vagano nell'altopiano che, per la sua estensione e le sue condizioni climatiche, rappresenta l'ambiente più favorevole all'allevamento di questi animali.

## Flora
L'Anatolia centrale è una delle regioni più aride della Turchia, e vi prevalgono condizioni di semiaridità. Nelle pianure dei bacini di Konya e del lago Salato, nonché nel bacino idrografico superiore del fiume Sakarya predomina una vegetazione di tipo steppico, ma a partire dai 1000–1200 m fino ai 2000 m è presente una foresta di tipo xerofilo. Nell'Anatolia centrale, Quercus pubescens e Juniperus spp. sono diffusi soprattutto tra i 1200 e i 1500 m. Le foreste di Pinus nigra si sviluppano a partire dai 1500 m e giungono fino alla fascia di prateria subalpina. La maggior parte della vegetazione originaria dell'Anatolia interna è stata seriamente distrutta e danneggiata. Queste aree sono ricoperte da un tipo di steppa noto come «steppa antropogenica». Attualmente, foreste residue di pini neri sono comuni solamente nel settore meridionale della provincia di Ankara (foresta di Beynam), nel settore meridionale del distretto di Kadınhanı e nella provincia di Yozgat. Piccoli boschetti di Pinus nigra sono presenti anche nel settore sud-orientale dell'Anatolia interna. Qui, però, la produttività delle foreste di Pinus nigra è minore a causa delle condizioni di aridità. Lo strato arbustivo delle foreste di Pinus nigra è costituito soprattutto da Quercus pubescens, Juniperus spp. e Cistus laurifolius, comuni soprattutto su suoli silicei e vulcanici, specialmente nella regione dei monti Köroğlu, a nord della città di Afyonkarahisar.
Boschetti di querce associate a Juniperus oxycedrus, J. excelsa e J. communis sono comuni in aree molto limitate, come i versanti montani rivolti a nord, i versanti meridionali dei monti Sundiken e la regione compresa tra le città di Çayıralan e Akdağmadeni sul versante occidentale dei monti Ak. Foreste di querce costituite soprattutto da Quercus pubescens, specie tipica dell'Anatolia interna, sono comuni nella regione dei monti Ak e della città di Akdağmadeni.

## Fauna
Questo elevato altopiano della Turchia centrale, circondato da montagne, è sempre stato storicamente un importante luogo di incontro e un corridoio per gli animali che si spostano tra l'Europa e l'Asia. In generale, predominano specie di origine asiatica, e in passato qui vivevano il leopardo dell'Anatolia (Panthera pardus tulliana), il leone asiatico (Panthera leo persica) e il cuon (Cuon alpinus). Fino al secolo scorso, i leopardi riposavano ancora sotto le foglie degli alberi di quercia, mentre negli stagni, prima che scomparissero a causa della caccia, i castori europei (Castor fiber) costruivano elaborate tane e dighe. I cieli soprastanti, invece, sono tuttora pattugliati da una grande varietà di uccelli rapaci. Il gipeto (Gypaetus barbatus), un avvoltoio molto caratteristico e imponente, lascia cadere in aria grossi pezzi di osso facendoli sfracellare sulla dura roccia, in modo da potersi cibare del nutriente midollo all'interno. Sulle pendici più scoscese delle montagne, i camosci della Turchia (Rupicapra rupicapra asiatica), piccoli ungulati simili alla capra, si nutrono di tenere erbe e di germogli. Le zone umide di tutta l'ecoregione sono ricche di uccelli come la sterna comune (Sterna hirundo), il corriere di Leschenault (Charadrius leschenaultii) e l'oca lombardella (Anser albifrons). Questa ecoregione è classificata come Important Bird Area da BirdLife International, poiché fornisce un importante habitat per molte specie minacciate e dall'areale ristretto. Di notte, pipistrelli come il barbastello (Barbastella barbastellus) si aggirano nell'aria a caccia di insetti, mentre la puzzola marmorizzata (Vormela peregusna) scandaglia il suolo della foresta in cerca di roditori, come il driomio (Dryomys nitedula).

## Popolazione
L'ecoregione delle foreste decidue dell'Anatolia centrale si trova in una delle aree storicamente più abitate della Turchia, da sempre ponte tra Asia ed Europa. La popolazione è però distribuita in modo disomogeneo: le zone montuose e forestali dell'altopiano sono relativamente poco popolate, mentre le aree di pianura e le conche più fertili – come le valli fluviali, la piana di Konya e i dintorni del lago Tuz – ospitano una concentrazione maggiore di villaggi e centri urbani, con città storiche come Konya, Kayseri, Sivas e Ankara (oggi grande metropoli e capitale).
La maggior parte della popolazione rurale vive in piccoli villaggi o insediamenti sparsi, localizzati in prossimità di fonti d'acqua o oasi agricole. L'allevamento estensivo di ovini e caprini e la coltivazione di cereali e alberi da frutto mediterranei sono le principali attività economiche tradizionali. L'altitudine relativamente elevata, le condizioni climatiche continentali e la scarsa disponibilità d'acqua hanno sempre condizionato la densità e la distribuzione della popolazione, favorendo lo sviluppo di insediamenti nelle aree più ricche di risorse idriche.
Negli ultimi decenni si è assistito a una crescente urbanizzazione e a una significativa migrazione dalle zone rurali verso i centri urbani maggiori, con conseguente abbandono di molti villaggi montani e delle pratiche tradizionali. Questo fenomeno ha ridotto la pressione antropica in alcune aree marginali, favorendo in parte la rigenerazione spontanea della vegetazione, ma ha anche comportato la perdita di conoscenze legate alla gestione sostenibile delle risorse forestali e steppiche.
La popolazione attuale è composta principalmente da turchi anatolici, ma la regione ospita anche minoranze etniche, tra cui curdi e circassi, e comunità nomadi (yörük) storicamente legate alla transumanza. La forte pressione demografica sulle risorse naturali, in particolare nelle aree agricole, resta una delle principali sfide per la conservazione degli ecosistemi forestali residui dell'Anatolia centrale.

## Conservazione

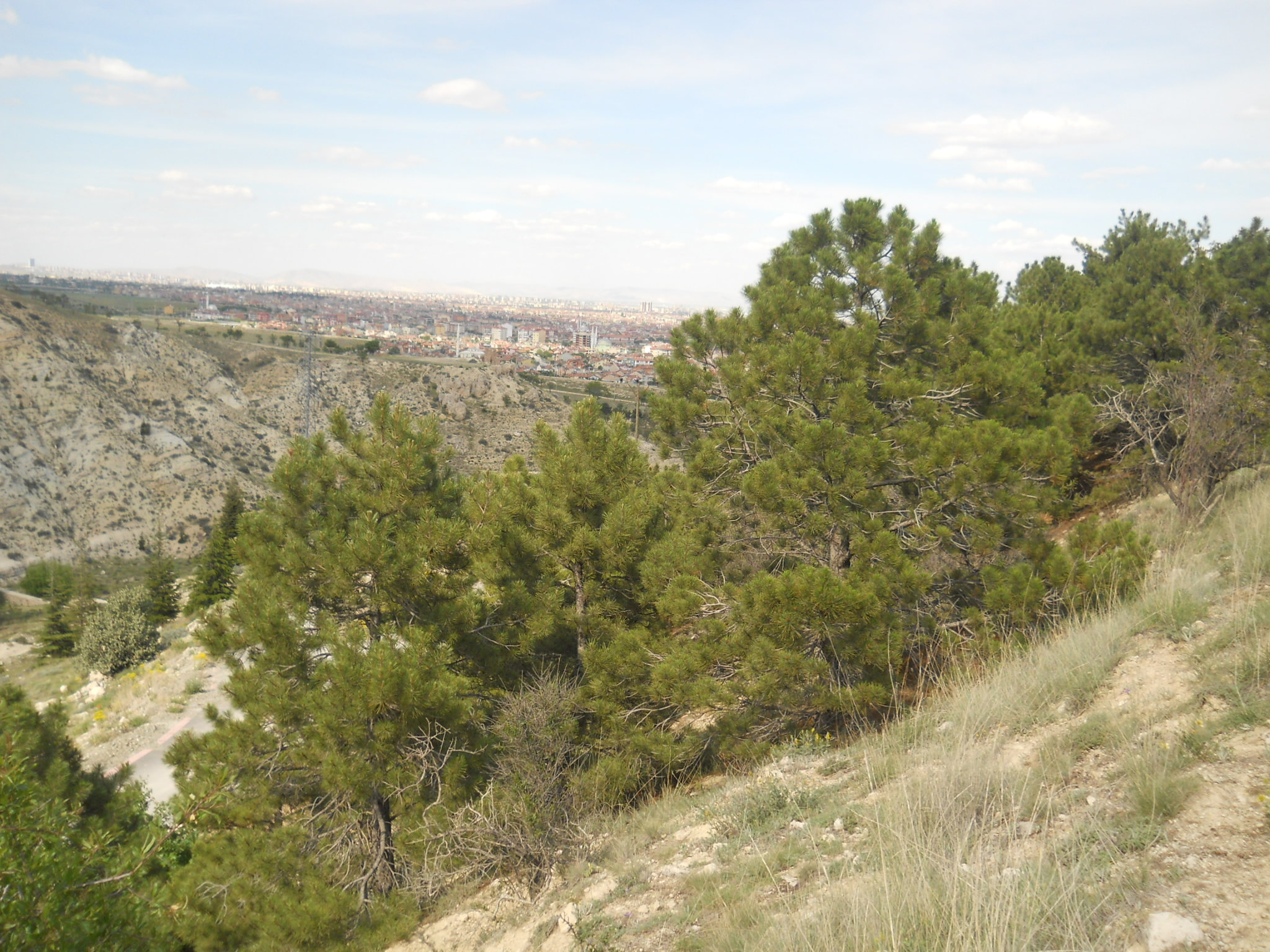
Panorama nei pressi di Konya

La maggior parte delle zone umide di questa ecoregione è minacciata dall'irrigazione, dalla conversione all'agricoltura e dall'inquinamento. Inoltre, la costruzione di dighe sui fiumi e gli impianti di irrigazione danneggiano gravemente l'ambiente in alcune aree. Altre minacce per l'ecoregione sono lo sfruttamento del legname, la costruzione di strade e l'esportazione illegale di bulbi di piante selvatiche e di altre specie native di piante e animali.